# A Man’s Man
A Man’s Man – amerykańska niema komedia z 1929 w reżyserii Jamesa Cruze. Scenariusz autorstwa Forresta Halseya i Patricka Kearneya został oparty na broadwayowskim spektaklu o tej samej nazwie z 1925. Fabuła koncentrowała się na romansie sprzedawcy wody sodowej z hollywoodzką aktorką. W rolach głównych wystąpili William Haines, Josephine Dunn i Sam Hardy. Film uznawany jest za zaginiony.
W A Man’s Man, w roli samych siebie, wystąpili Greta Garbo i John Gilbert. Pojawili się w scenie premiery filmu w towarzystwie Freda Niblo. Angaż dwójki aktorów miał na celu utwierdzenie w przekonaniu opinii publicznej, że Garbo i Gilbert wciąż są parą (w owym czasie w prasie pojawiały się spekulacje, sugerujące, że Garbo spotyka się z Lilyan Tashman).
Zdjęcia do filmu realizowano m.in. jesienią 1928. Cruze, na potrzeby jednej ze scen, przekształcił studio Metro-Goldwyn-Mayer w Hollywood Boulevard. Był to także ostatni niemy film, w którym wystąpił Haines.

## Obsada
Opracowano na podstawie materiału źródłowego:
- William Haines – Mel
- Josephine Dunn – Peggy
- Sam Hardy – Charlie
- Mae Busch – Violet
- Greta Garbo – ona sama
- John Gilbert – on sam
- Fred Niblo – on sam